# Pneumatopteris medlerae
Pneumatopteris medlerae là một loài dương xỉ trong họ Thelypteridaceae. Loài này được W.N.Takeuchi mô tả khoa học đầu tiên năm 2007.
Danh pháp khoa học của loài này chưa được làm sáng tỏ. 